# Кубок Содружества
Кубок Содружества (до 2011 года включительно — Кубок чемпионов Содружества) — футбольный турнир среди молодёжных сборных стран бывшего СССР, проводившийся под эгидой Российского футбольного союза (РФС) и ФИФА. 
Первый розыгрыш прошёл в январе 1993 года, до 2011 года включительно в турнире участвовали клубы из стран бывшего СССР. С 2012 года в турнире участвовали молодёжные и юношеские сборные.
Турнир планировался как соревнование для чемпионов стран СНГ и Балтии, но по разным причинам их часто заменяли либо призёры, либо молодёжные сборные России.
Турнир проводился ежегодно, планировалось, что он будет проводиться в разных странах СНГ и Балтии, но с 1993 по 2007, в 2009 и 2010 годах он проходил в Москве, а в 2008 и с 2011 года — в Санкт-Петербурге.
23 июля 2016 президент РФС Виталий Мутко заявил о закрытии соревнования, однако обсуждался вопрос о возрождении турнира в Азербайджане.

## История
В июле 1992 года на заседании исполкома Ассоциации федераций футбола СНГ было принято решение о проведении первого Кубка чемпионов Содружества. Стартовал турнир 25 января 1993 года. Поступали предложения о проведении Кубка летом на естественной траве, но летом календарь у клубов насыщенный, поэтому все осталось без изменений: турнир проводился ежегодно во второй половине января. Кубок Содружества собирал в одном месте представителей 15 национальных футбольных федераций, что позволяло устраивать встречи с главами этих федераций, поэтому соревнование постоянно посещали президенты УЕФА и ФИФА.
Поначалу турнир вызвал интерес со стороны болельщиков и специалистов. Но в первых двух розыгрышах не участвовали представители Украины, поэтому явными фаворитами были российские чемпионы. И только с 1995 года, когда команды Украины всё же согласились играть, турнир приобрёл популярность, которая росла из года в год. Самыми запоминающимися матчами стали противостояния чемпионов России и Украины — киевского «Динамо» и московского «Спартака».

### Гегемония «Спартака»
В первые годы проведения Кубка Содружества от участия отказались украинские чемпионы. Поэтому явным фаворитом тогда был московский «Спартак», господствовавший в российском первенстве. Кубок чемпионов Содружества 1993 клуб выиграл с общей разностью забитых и пропущенных мячей 25-1. В 1994 году ситуация не изменилась: Украина опять бойкотировала турнир, и «Спартак» с общей разностью мячей 28-2 снова выиграл кубок. И третий турнир, несмотря на то, что в нём дебютировали представители Украины (хотя это был не чемпион, а вице-чемпион Украины — донецкий «Шахтёр», который в полуфинале проиграл тбилисскому «Динамо»), снова выиграл «Спартак» (21-2).

### Навёрстывание упущенного
Киевское «Динамо» повторило достижение «Спартака» и три года подряд становилось обладателем кубка Содружества. С 1996 по 1998 «Динамо» в финале побеждало российские клубы — в 1996 году «Аланию», а в 1997 и 1998 годах — «Спартак». Именно матчи этих двух команд стали самыми посещаемыми и самыми зрелищными на турнире.

### Титульные спонсоры
- 1996 год — 7 Up[5]
- 2000—2002 года — ITERA

## Формула проведения турнира
С 1993 по 1995 все 16 участников делились на 4 группы и победители групп выходили в полуфинал.
С 1996 по 1998 и с 2002 по 2011, кроме турнира 2005 года, из групп выходили уже две команды, занявшие первые два места, а плей-офф начинался с четвертьфиналов. В 2005 году «Локомотив» и киевское «Динамо» были допущены сразу в полуфинал.
С 1999 по 2001 все участники, исходя из рейтинга стран, были поделены на два дивизиона по две группы в каждом (высший и первый дивизионы). За кубок боролись лишь восемь команд из высшего дивизиона: клубы, занявшие первые два места в группах высшего дивизиона, выходили в финальную часть, которая также представляла собой полуфинальную группу из четырёх клубов (при этом учитывался результат проведённых игр между вышедшими командами на предыдущем групповом этапе и командами проводилось ещё по две игры с другими соперниками), а уже команды, занявшие первые два места, выходили в финал, где и разыгрывали между собой Кубок чемпионов Содружества. А клубы, занявшие первые два места в первом дивизионе, менялись местами с клубами, занявшими два последних места в высшем дивизионе.
С 2003 года чемпионы России и Украины начали привозить дублирующие составы команд, из-за чего зрелищность турнира резко упала.
Так как в Кубке СНГ принимали участие команды только 15 государств, то роль 16-й в разное время выполняли сборные России: молодёжная, олимпийская, юношеская, сборная клубов, а также московские «Динамо» и дубль «Спартака». А с 2007 года 16-й стала впервые команда из дальнего зарубежья — ОФК (Белград, Сербия)
С 2012 года в Кубке Содружества участвовали не клубы, а молодёжные сборные (возраст до 21 года). Количество команд сократилось до 12-ти.
В 2014 году в Кубке Содружества принимали участие команды только 10 государств, роль 11-й и 12-й выполняли сборная Москвы и сборная Санкт-Петербурга.
В 2016 году в Кубке Содружества принимали участие команды из 8 государств. Все 8 участников делились на 2 группы и победители групп выходили в финал.

## Особенности
Из-за того, что матчи проходили в манежах, на искусственных полях, некоторые команды отказывались участвовать в турнире, опасаясь травм игроков. Например, чемпион Украины не играл в первых двух розыгрышах, затем у Кубка Содружества появился очень сильный конкурент в лице Кубка Первого Канала, который и переманил на средиземноморское израильское побережье основные составы чемпионов России и Украины. Эти и другие причины (большая разница в классе команд, утрата интереса зрителей к постсоветскому футболу) привели к тому, что постепенно турнир начал терять популярность.

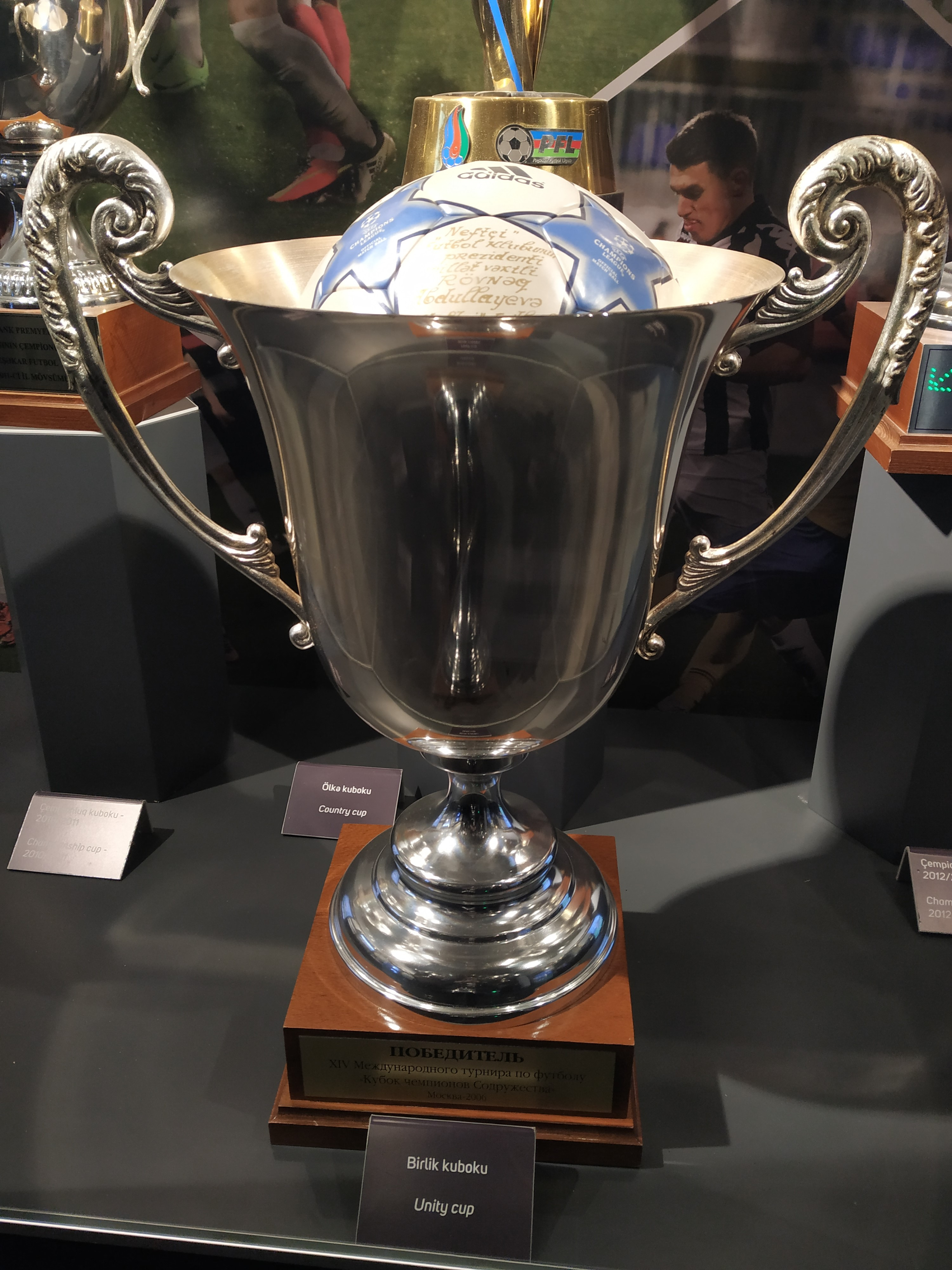
Трофей Кубка Содружества 2006 в музее «ПФК Нефтчи».

Каждый год оргкомитет Кубка Содружества должен был решать, как развести по турнирной сетке представителей Азербайджана и Армении из-за Карабахского конфликта. Первый прецедент случился в 2005 году, когда «Пюник» и «Нефтчи» составили одну из четвертьфинальных пар. Предложение «поменяться соперниками» понимания у организаторов не нашло. Победу 2:0 тогда одержал чемпион Азербайджана, а сам матч прошёл в довольно нервозной обстановке. В розыгрыше 2006 года армянская и азербайджанская команды должны были встретиться в полуфинале. Представители «Пюника», ссылаясь на «отсутствие гарантий безопасности», отказались выходить на матч с «Нефтчи» и предложили оргкомитету турнира пересмотреть состав полуфинальных пар. Российский футбольный союз обещал полную гарантию безопасности как непосредственным участникам матча, так и болельщикам обеих команд. Однако руководство армянского клуба это не устроило. «Пюник» отказался от участия в полуфинале Кубка Содружества и покинул турнир.
Тем не менее, в 2011 году на четвертьфинальной стадии всё же состоялась игра между азербайджанским и армянским клубами — бакинским «Интером» и ереванской «Микой».
В 2011 году победитель турнира впервые получил денежный приз — 1 миллион долларов США.

## Трансляции и освещение на ТВ
С 1996 по 2002 год все финальные матчи транслировались ОРТ (также показывались некоторые другие матчи[уточнить]. В первые годы выходили также дневники Кубка Содружества. В дальнейшем матчи Кубка Содружества показывались на телеканале «7ТВ», ТК «Мир» и каналах «НТВ-Плюс».

## Финалы

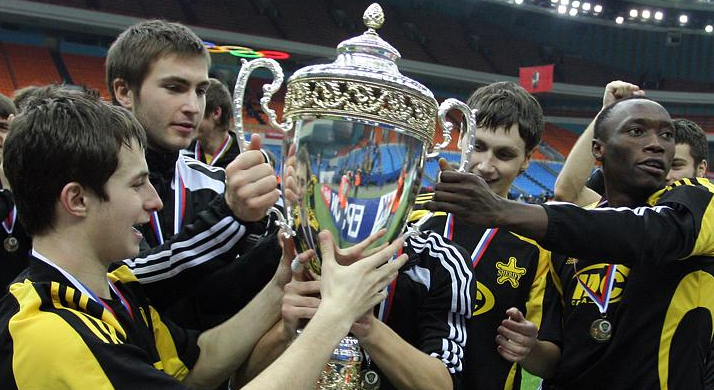
Шериф — обладатель кубка Содружества 2009

| Год  | Победитель         | Финалист                     | Счёт             | Стадион                                            |
| ---- | ------------------ | ---------------------------- | ---------------- | -------------------------------------------------- |
| 1993 | Спартак (Москва)   | Динамо-93                    | 8:0              | Москва, ЛФК ЦСКА, 5000 зрителей.                   |
| 1994 | Спартак (Москва)   | Нефтчи (Фергана)             | 7:0              | Москва, СК «Олимпийский», 18000 зрителей.          |
| 1995 | Спартак (Москва)   | Динамо (Тбилиси)             | 5:1              | Москва, ЛФК ЦСКА, 4500 зрителей.                   |
| 1996 | Динамо (Киев)      | Спартак-Алания (Владикавказ) | 1:0              | Москва, ЛФК ЦСКА, 4500 зрителей.                   |
| 1997 | Динамо (Киев)      | Спартак (Москва)             | 3:2              | Москва, ЛФК ЦСКА, 5000 зрителей.                   |
| 1998 | Динамо (Киев)      | Спартак (Москва)             | 1:0              | Москва, ЛФК ЦСКА, 4500 зрителей.                   |
| 1999 | Спартак (Москва)   | Динамо (Киев)                | 2:1              | Москва, СК «Олимпийский» 14000 зрителей.           |
| 2000 | Спартак (Москва)   | Зимбру                       | 3:0              | Москва, СК «Олимпийский», 16000 зрителей.          |
| 2001 | Спартак (Москва)   | Сконто                       | 2:1 (д. в.)      | Москва, СК «Олимпийский», 25000 зрителей.          |
| 2002 | Динамо (Киев)      | Спартак (Москва)             | 4:3              | Москва, СК «Олимпийский», 24386 зрителей.          |
| 2003 | Шериф (Тирасполь)  | Сконто                       | 2:1              | Москва, СК «Олимпийский», 2000 зрителей.           |
| 2004 | Динамо (Тбилиси)   | Сконто                       | 3:1              | Москва, СК «Олимпийский», 4000 зрителей.           |
| 2005 | Локомотив (Москва) | Нефтчи (Баку)                | 2:1              | Москва, Манеж «Динамо». 2000 зрителей.             |
| 2006 | Нефтчи (Баку)      | Каунас                       | 4:2              | Москва, СК «Олимпийский», 6200 зрителей.           |
| 2007 | Пахтакор           | Вентспилс                    | 0:0, (9:8, пен.) | Москва, СК «Олимпийский», 10000 зрителей.          |
| 2008 | Хазар-Ленкорань    | Пахтакор                     | 4:3              | Санкт-Петербург, Петербургский СКК, 6000 зрителей. |
| 2009 | Шериф (Тирасполь)  | Актобе                       | 1:1, (5:4, пен.) | Москва, СК «Олимпийский», 3700 зрителей.           |
| 2010 | Рубин (Казань)     | Актобе                       | 5:2              | Москва, СК «Олимпийский», 4000 зрителей            |
| 2011 | Интер (Баку)       | Шахтёр (Солигорск)           | 0:0, (6:5, пен.) | Санкт-Петербург, Петербургский СКК, 2000 зрителей. |

Молодежные команды.
| Год  | Победитель     | Финалист         | Счёт | Стадион                                            |
| ---- | -------------- | ---------------- | ---- | -------------------------------------------------- |
| 2012 | Россия (U-21)  | Беларусь (U-19)  | 2:0  | Санкт-Петербург, Петербургский СКК, 3000 зрителей. |
| 2013 | Россия (U-21)  | Украина (U-21)   | 4:2  | Санкт-Петербург, Петербургский СКК, 7000 зрителей  |
| 2014 | Украина (U-21) | Россия (U-21)    | 4:0  | Санкт-Петербург, Петербургский СКК, 3000 зрителей  |
| 2015 | ЮАР (U-21)     | Финляндия (U-21) | 2:1  | Санкт-Петербург, Петербургский СКК, 2500 зрителей  |
| 2016 | Россия (U-21)  | Молдова (U-21)   | 4:2  | Санкт-Петербург, Петербургский СКК, 3000 зрителей  |

### Победы и финалы по странам
| М  | Страна      | Победы | Финалы | Победители                                               | Финалисты                                                  |
| -- | ----------- | ------ | ------ | -------------------------------------------------------- | ---------------------------------------------------------- |
| 1  | Россия      | 11     | 5      | Спартак (6), Локомотив (1), Рубин (1), Россия (U-21) (3) | Спартак (3), Алания (1), Россия (U-21) (1)                 |
| 2  | Украина     | 5      | 2      | Динамо (Киев) (4), Украина (U-21) (1)                    | Динамо (Киев) (1), Украина (U-21) (1)                      |
| 3  | Азербайджан | 3      | 1      | Нефтчи (Баку) (1), Хазар-Ленкорань (1), Интер (Баку) (1) | Нефтчи (Баку) (1)                                          |
| 4  | Молдова     | 2      | 2      | Шериф (2)                                                | Зимбру (1), Молдова (U-21) (1)                             |
| 5  | Узбекистан  | 1      | 2      | Пахтакор (1)                                             | Пахтакор (1), Нефтчи (Фергана) (1)                         |
| 6  | Грузия      | 1      | 1      | Динамо (Тбилиси) (1)                                     | Динамо (Тбилиси) (1)                                       |
| 7  | ЮАР         | 1      | 0      | ЮАР (U-21) (1)                                           |                                                            |
| 8  | Латвия      | 0      | 4      |                                                          | Сконто (3), Вентспилс (1)                                  |
| 9  | Беларусь    | 0      | 3      |                                                          | Динамо-93 (1), Шахтер (Солигорск) (1), Беларусь (U-19) (1) |
| 10 | Казахстан   | 0      | 2      |                                                          | Актобе (2)                                                 |
| 11 | Литва       | 0      | 1      |                                                          | Каунас (1)                                                 |
| 12 | Финляндия   | 0      | 1      |                                                          | Финляндия (U-21) (1)                                       |

## Бомбардиры
| Место | Футболист                                                    | Кол-во голов |
| ----- | ------------------------------------------------------------ | ------------ |
| 1     | Владимир Бесчастных («Спартак» Москва)                       | 20           |
| 2     | Егор Титов («Спартак» Москва)                                | 18           |
| 3     | Валерий Кечинов («Пахтакор» Ташкент, «Спартак» Москва)       | 17           |
| *     | Михаил Михолап («Сконто» Рига)                               | 17           |
| 5     | Михаил Кавелашвили («Динамо» Тбилиси, «Спартак» Владикавказ) | 14           |
| *     | Луис Робсон («Спартак» Москва)                               | 14           |
| 7     | Андрей Тихонов («Спартак» Москва)                            | 13           |
| 8     | Валентин Белькевич («Динамо» Минск, «Динамо» Киев)           | 12           |
| *     | Андрей Шевченко («Динамо» Киев)                              | 12           |
| 10    | Гела Иналишвили («Динамо» Тбилиси)                           | 11           |
| *     | Анатолий Канищев («Спартак» Владикавказ, «Спартак» Москва)   | 11           |
| *     | Михаил Землинский («Сконто» Рига)                            | 11           |

## Рекорды
- Самую крупную победу одержал в 1998 году «Спартак» Москва, который обыграл таджикский «Вахш» со счётом 19:0.
- Московский «Спартак» и киевское «Динамо» три раза кряду выигрывали Кубок Содружества, причём «Спартак» сделал это дважды. «Спартак» — с 1993 по 1995 и с 1999 по 2001, а «Динамо» с 1996 по 1998.
- Больше всех голов в турнире забил Владимир Бесчастных из московского «Спартака», на его счету 20 голов.
- Рижский «Сконто» 14 раз принимал участие в турнире.
- Игрок «Сконто» Михаил Землинский провёл больше всех игр в турнире — 46.
- Судья Валентин Иванов обслужил 20 матчей.
- Единственные команды, ставшие чемпионами, не пропустив ни одного гола по ходу турнира, — «Динамо» (Киев) в 1998 г. (19-0) и «Интер» (Баку) в 2011 г. (16-0). Но в то время как, «Динамо» выиграло все свои матчи в основное время, «Интер» выиграл первые 5 матчей, сыграв в финале вничью в основное время, а затем победив в серии пенальти.